# 平岡宏章
平岡 宏章（ひらおか ひろあき、1969年9月2日 - ）は、静岡県清水市（現：静岡市）出身の元サッカー選手（ディフェンダー）、サッカー指導者。

## 来歴

### 選手時代
清水商業高校から順天堂大学へ進学。年代別代表に選出された。
1992年に清水エスパルスに入団。左サイドバックとしてレギュラーをつかみ、1992年のJリーグカップでの清水エスパルス準優勝に貢献。当時の日本では珍しかったロングスローで話題を集め、中外製薬のCM出演もしている。
1993年も5月16日Jリーグ開幕戦でスタメン出場するなど25試合に出場したが、1994年以降は出場機会が減った。
1996年、コンサドーレ札幌へ移籍。ここでも出場機会を得られず、1996年末には地域リーグ決勝大会出場を控えていたアルビレオ新潟FC（のちのアルビレックス新潟）へ移籍。1998年にはJFLオールスターに選ばれた。この年限りで引退。

### 指導者時代
引退後、アルビレックス新潟のコーチを務め、2007年にはアルビレックス新潟シンガポール監督に就任。2008年、シンガポールリーグ年間最優秀コーチに選出された。
2011年より清水のユースコーチを務め、2014年にユース監督に就任した。2020年にはトップチームのコーチに就任した。
2020年11月1日、契約を解除されたピーター・クラモフスキーの後任として清水の監督に就任した。
2021年はミゲル・アンヘル・ロティーナの監督就任に伴いコーチに戻ったが、11月4日にロティーナが契約を解除されたことで再び清水の監督に就任した。
2022年5月30日、契約解除をしたことを発表。
2023年、アルビレックス新潟アカデミーダイレクターに就任した。

## 所属クラブ
- 静岡市立清水商業高等学校
- 順天堂大学
- 1992年 - 1995年 清水エスパルス
- 1996年 コンサドーレ札幌
- 1997年 - 1998年 アルビレックス新潟

## 個人成績
| 国内大会個人成績 | 国内大会個人成績 | 国内大会個人成績 | 国内大会個人成績 | 国内大会個人成績 | 国内大会個人成績 | 国内大会個人成績 | 国内大会個人成績 | 国内大会個人成績 | 国内大会個人成績 | 国内大会個人成績 | 国内大会個人成績 |
| 年度             | クラブ           | 背番号           | リーグ           | リーグ戦         | リーグ戦         | リーグ杯         | リーグ杯         | オープン杯       | オープン杯       | 期間通算         | 期間通算         |
| 年度             | クラブ           | 背番号           | リーグ           | 出場             | 得点             | 出場             | 得点             | 出場             | 得点             | 出場             | 得点             |
| 日本             | 日本             | 日本             | 日本             | リーグ戦         | リーグ戦         | リーグ杯         | リーグ杯         | 天皇杯           | 天皇杯           | 期間通算         | 期間通算         |
| ---------------- | ---------------- | ---------------- | ---------------- | ---------------- | ---------------- | ---------------- | ---------------- | ---------------- | ---------------- | ---------------- | ---------------- |
| 1992             | 清水             | -                | J                | -                | -                | 10               | 0                |                  |                  |                  |                  |
| 1993             | 清水             | -                | J                | 25               | 0                | 7                | 0                | 4                | 0                | 36               | 0                |
| 1994             | 清水             | -                | J                | 2                | 0                | 0                | 0                | 0                | 0                | 2                | 0                |
| 1995             | 清水             | -                | J                | 1                | 0                | 0                | 0                | 0                | 0                | 1                | 0                |
| 1996             | 札幌             | 4                | 旧JFL            | 7                | 0                | -                | -                | 0                | 0                | 7                | 0                |
| 1996             | 新潟             |                  | 北信越           |                  |                  | -                | -                | -                | -                |                  |                  |
| 1997             | 新潟             | 3                | 北信越           |                  |                  | -                | -                | 2                | 1                |                  |                  |
| 1998             | 新潟             | 3                | 旧JFL            | 30               | 0                | -                | -                | 3                | 0                | 33               | 0                |
| 通算             | 日本             | 日本             | J                | 28               | 0                | 17               | 0                |                  |                  |                  |                  |
| 通算             | 日本             | 日本             | 旧JFL            | 37               | 0                | -                | -                | 3                | 0                | 40               | 0                |
| 通算             | 日本             | 日本             | 北信越           |                  |                  | -                | -                | 2                | 1                |                  |                  |
| 総通算           | 総通算           | 総通算           | 総通算           |                  |                  | 17               | 0                |                  |                  |                  |                  |

## 指導歴
- 1999年 - 2010年  アルビレックス新潟
  - 1999年 サッカースクールコーチ
  - 2000年 - 2002年 トップチーム アシスタントコーチ
  - 2003年 - 2006年 トップチーム コーチ
  - 2007年 - 2008年  アルビレックス新潟シンガポール 監督
  - 2009年 ジュニアユース コーチ
  - 2010年 ジュニアユース 監督
- 2011年 - 2022年5月  清水エスパルス
  - 2011年 - 2013年 ユース コーチ
  - 2014年7月 - 2019年 ユース 監督
  - 2020年 - 2020年11月 トップチーム コーチ
  - 2020年11月 - 2020年12月 トップチーム 監督
  - 2021年 - 同年11月 トップチーム コーチ
  - 2021年11月 - 2022年5月 トップチーム 監督
- 2023年  アルビレックス新潟 アカデミーダイレクター
- 2024年 -  清水エスパルス アカデミー ヘッドオブコーチング

## 監督成績
| 年度 | クラブ | 所属 | リーグ戦 | リーグ戦 | リーグ戦 | リーグ戦 | リーグ戦 | リーグ戦 | カップ戦             | カップ戦 |
| 年度 | クラブ | 所属 | 順位     | 勝点     | 試合     | 勝       | 分       | 敗       | ルヴァン杯           | 天皇杯   |
| ---- | ------ | ---- | -------- | -------- | -------- | -------- | -------- | -------- | -------------------- | -------- |
| 2020 | 清水   | J1   | 16位     | 14       | 9        | 4        | 2        | 3        | -                    | -        |
| 2021 | 清水   | J1   | 14位     | 10       | 4        | 3        | 1        | 0        | -                    | -        |
| 2022 | 清水   | J1   | 16位     | 13       | 16       | 2        | 7        | 7        | グループステージ敗退 | -        |
| 通算 | 通算   | J1   | -        | -        | 29       | 9        | 10       | 10       | -                    | -        |

- 2020年は第26節から指揮
- 2021年は第35節から指揮
- 2022年は第16節まで指揮

## CM出演
- 「新グロモント」(中外製薬)（高嶋政伸と共演(1993年)